# Styrax mathewsii
Espèce
Statut de conservation UICN

 VU D2 : Vulnérable

Styrax mathewsii est une espèce de plantes à fleurs de la famille des Styracaceae. Elle est endémique du Pérou. C'est une espèce vulnérable.